# فرانك غيفورد
فرانك غيفورد (بالإنجليزية: Frank Gifford)‏ هو لاعب كرة قدم أمريكية ومقدم تلفزيوني ومعلق رياضي أمريكي، ولد في 16 أغسطس 1930 في سانتا مونيكا في الولايات المتحدة، وتوفي في 9 أغسطس 2015 في نيو هيفن في الولايات المتحدة بسبب نوبة قلبية.

## وصلات خارجية
- فرانك غيفورد على موقع مرجع كرة القدم المحترفة.كوم (الإنجليزية)
- فرانك غيفورد على موقع IMDb (الإنجليزية)
- فرانك غيفورد على موقع إن إن دي بي (الإنجليزية)
- فرانك غيفورد على موقع قاعدة بيانات الفيلم (الإنجليزية)